# فوكوان، قويتشو
فوكوان (بالصينية: 福泉市) هي مدينة من مدن الصين تقع قي مقاطعة قويتشو.

## وصلات خارجية
- الموقع الرسمي